# Seekajak

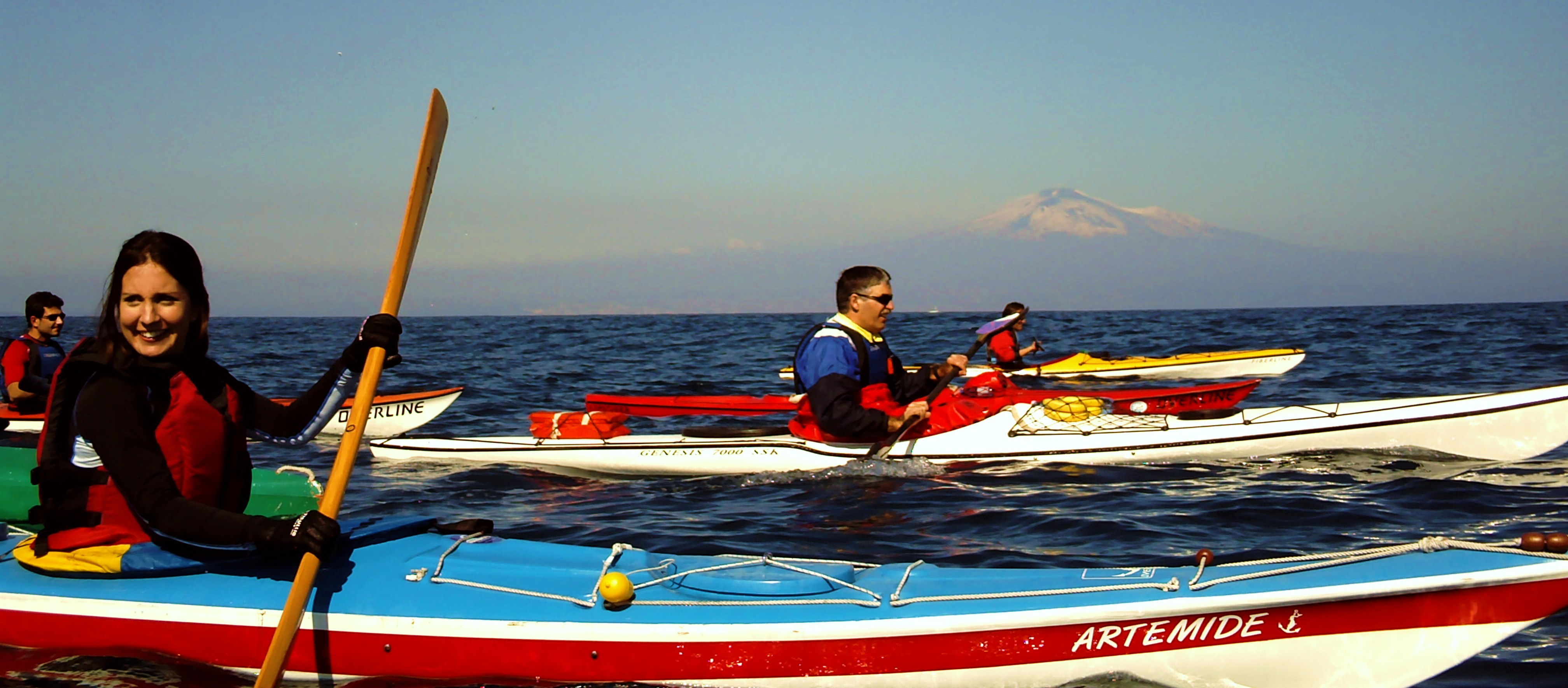
Von Brucoli nach Augusta im Kayak

Das Seekajak ist ein speziell für das Seekajakfahren gebautes und ausgestattetes Kajak. Es unterscheidet sich deutlich vom Wildwasserkajak. Die Übergänge zu Tourenkajaks sind hingegen fließend. Es sollte nicht mit den gelegentlich im Küstenbereich verwendeten offenen Sit-on-Tops verwechselt werden.

## Bauform

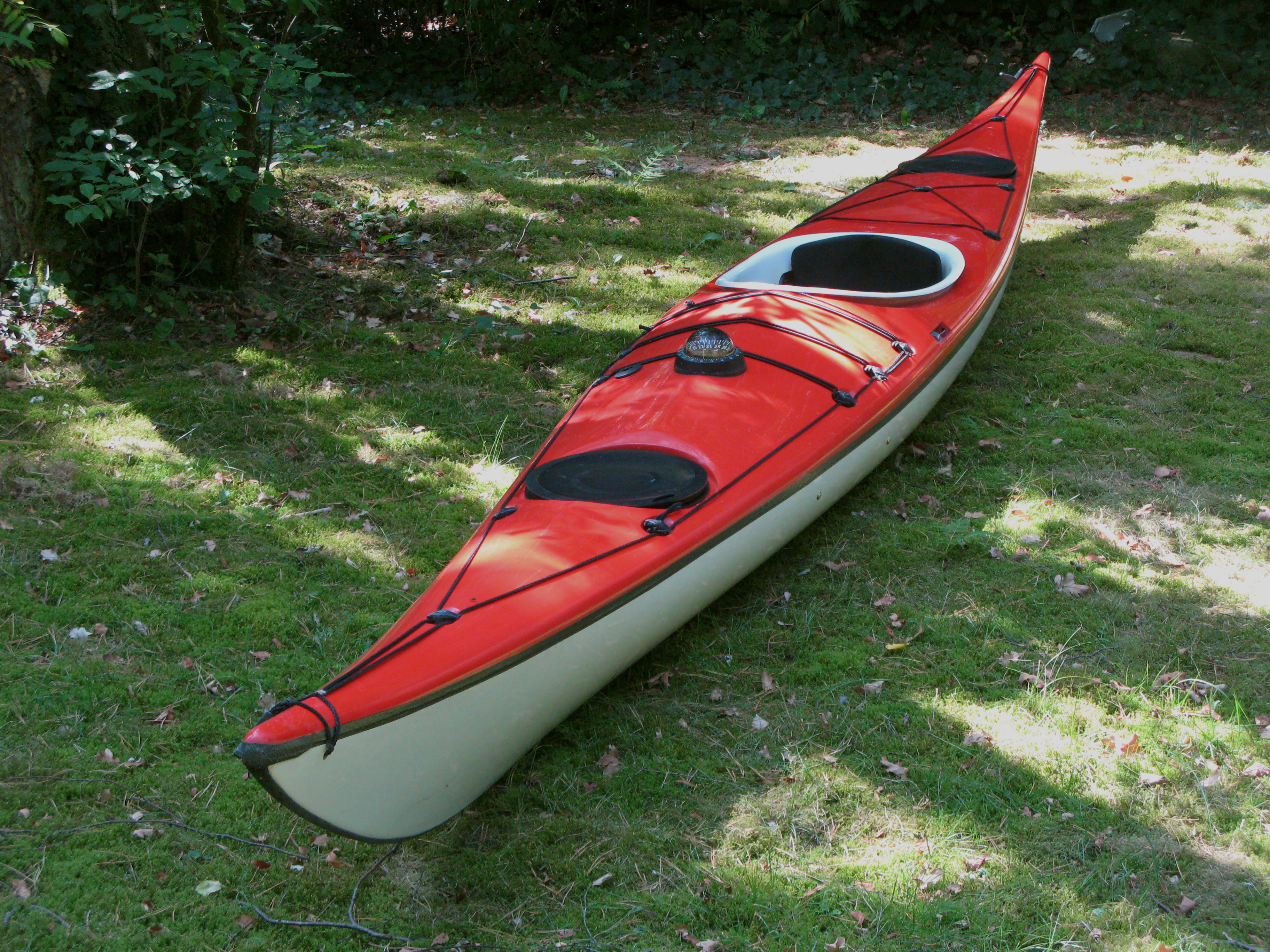
Seekajak in Gesamtansicht mit einer Länge von 525 cm

Das handelsübliche Seekajak hat Merkmale der frühen Kajaks der Inuit. Ursprünglich war es ein zur Jagd benutztes Transportmittel – bestehend aus einem Gerüst aus Holz, mit Robbenhäuten bespannt. Das moderne Seekajak ist ein Sportgerät, welches notwendige Ausrüstungsgegenstände aufnehmen können muss.
Heutige Seekajaks werden meist in Kunstharz-Laminatbauweise Glasfaserverstärkter Kunststoff, (GFK) (Diolen-, Aramid-, Carbon- oder Fiberglas-Sandwich-Gewebe) mit elastischen Vinylester- oder Polyesterharzen gefertigt. Im Gegensatz zu den günstigeren Booten aus PE (Polyethylen – Thermoplast-Bauweise) haben diese ein geringeres Gewicht und sind schneller. Sie lassen sich auch einfacher reparieren. PE-Boote haben allerdings einen geringeren Pflegebedarf und sind bruchfester.
Da mit einem Seekajak meist längere Strecken zurückgelegt werden, auf denen Wind und Wasserwellen den Geradeauslauf des Bootes möglichst wenig behindern sollen, sind Seekajaks (etwa 500 cm – 560 cm) relativ zur Breite länger als Flusswanderboote (etwa 440 cm – 500 cm). Je länger die Wasserlinie (die Länge des Rumpfes, die auf der Wasseroberfläche aufliegt), desto schneller und desto ruhiger ist der Lauf im glatten Wasser und in Wellen. Je weiter die Kiellinie zu den Spitzen hin aufgebogen ist, desto wendiger ist das Boot – Kielsprung.
Seekajaks sollen zur Sicherheit vor und hinter dem Paddler mit Schotts ausgestattet sein, so dass das Boot auch bei einer Kenterung nicht sinkt. Öffnungen auf dem Oberdeck mit wasserdichten Deckeln machen die abgeschotteten Bereiche für das Verstauen von Gepäck zugänglich. Für mehrtägige Wanderungen können sie mit genügend Ladekapazität ausgestattet sein. Wichtig ist das richtige Beladen des Seekajaks – schwerere Gegenstände hin zur Mitte des Bootes. Sinnvollerweise wird die Reiseausrüstung nochmals in wasserfeste Säcke verpackt.
Je flacher der Spant (Querschnitt durch den Bootsrumpf) im Sitzbereich auf dem Wasser liegt und je breiter das Kajak ist, desto größer ist die Anfangsstabilität. Das ist die statische Lage des Bootes, die beim Einsteigen und bei Ruhepausen im Boot gebraucht wird. Ein schmaleres Boot kann in einer seitlichen Welle aber leichter gekantet und damit aufrecht gehalten werden (Endstabilität). Eine ausgewogene Mischung aus beiden Stabilitäten ermöglicht eine vielseitige Nutzung des Bootes. Zusätzlich versucht man die Windanfälligkeit durch die Gestaltung des Oberschiffes zu vermindern. Hochgezogene Enden erleichtern die Überwindung entgegenkommender Wellen.
Um eine ausreichende Spurstabilität zu erreichen, haben Seekajaks meist eine lange gerade Kiellinie ohne Kielsprung und entweder ein Fußsteuer, (siehe auch Ruderanlage) oder eine ausfahrbare Finne, welche beim Kajak als Skeg bezeichnet wird.
Das Steuer ist vom Paddler (beim 2er vom Hintermann) über Seilzüge mit auf Beinlänge einstellbaren Fußpedalen zu bedienen. Das Steuerblatt ist hochziehbar (Umklappsteuerung), um beim Starten und Anlanden Grundberührung und somit Beschädigung zu vermeiden.
Mit einem Skeg lässt sich nur indirekt steuern, d.h., mit ihm lässt sich das Boot trimmen. Kajaks sind in der Regel luvgierig, das bedeutet, sie drehen bei Fahrt in den Wind, wenn dieser von der Seite kommt. Wenn das Skeg mit Hilfe eines Schiebemechanismus (in der Regel neben der Sitzluke) ausgefahren wird, stabilisiert es das Heck gegen Abdrift und wirkt so der Luvgierigkeit entgegen. Höhere Wellen von hinten können ein Surfen des Kajaks bewirken, d. h. die Geschwindigkeit kann dann die von der Länge der Wasserlänge limitierte Rumpfgeschwindigkeit übersteigen. Wird hierbei das Skeg voll ausgefahren, kann die Welle meist länger abgesurft werden, bevor das Heck von ihr herumgedrückt wird und in den Seitwärtssurf (in flacher oder hoher Paddelstütze) übergegangen werden muss.

## Sicherheit

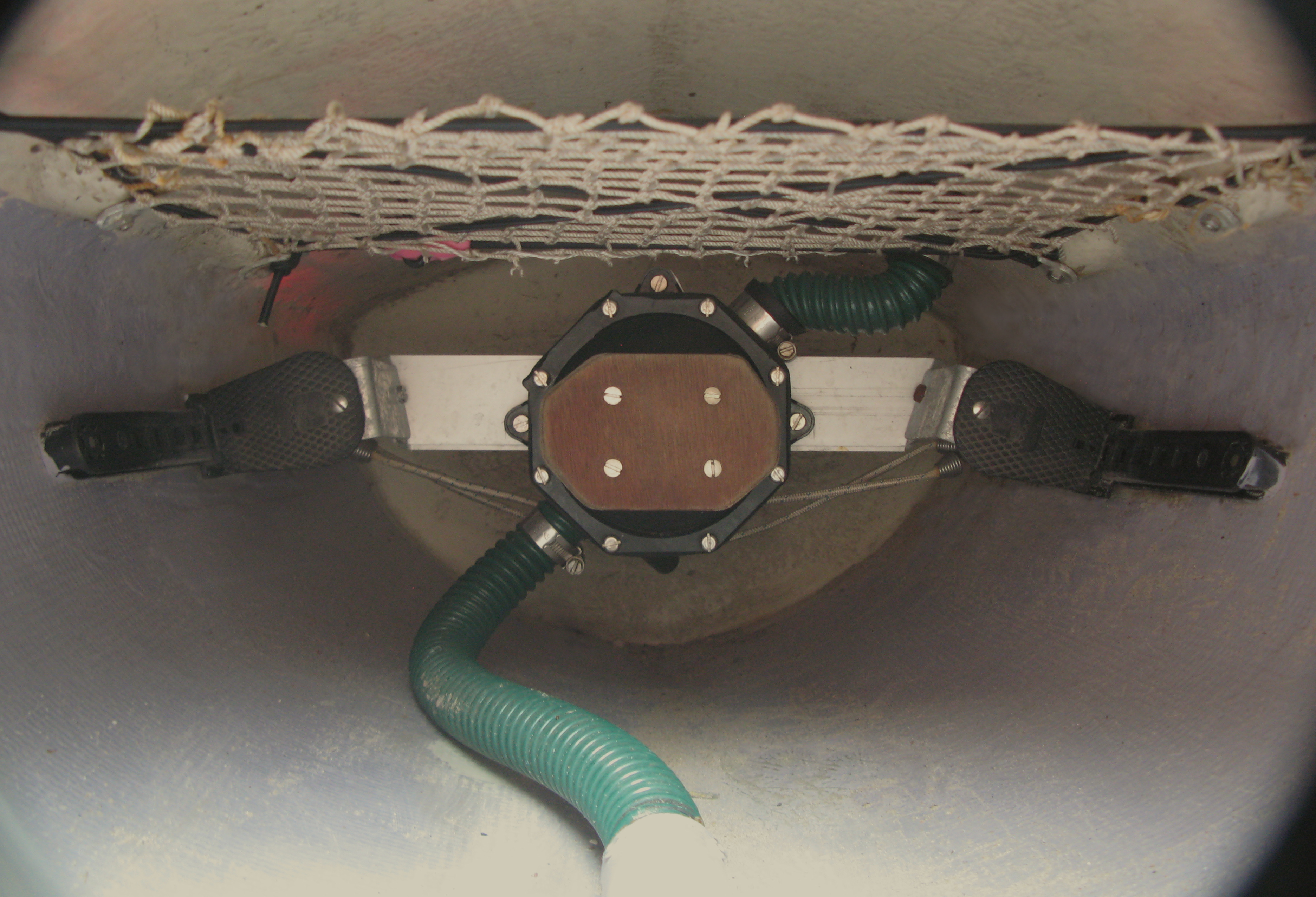
Eine eingebaute Fußpumpe ermöglicht das Leeren der Sitzluke von Wasser. Im Hintergrund ist die Abschottung des vorderen Gepäckraumes zu sehen.

Ein Seekajak muss den besonderen Bedingungen auf See, eventuellen Kenterungen und den erforderlichen Sicherheitsstandards entsprechen. Nach einer Kenterung auf offenem Gewässer ist es essenziell, möglichst schnell wieder im Kajak fahrbereit zu sein. Durch Abschottungen wird die Menge an Wasser, die in das Kajak eindringen kann, vermindert. Nach dem Aufrichten wird das Wasser im Cockpit mit einer Lenzpumpe entfernt. Es gibt sie als Handpumpen, die relativ viel Wasser in kurzer Zeit befördern können. Diese haben den Nachteil, dass man nicht die Hände zum Stützen frei hat. Eine festinstallierte Pumpe erlaubt wenigstens eine freie Hand. Mit einer Fußpumpe benötigt man zum Lenzen bedeutend mehr Zeit, allerdings kann hier die Spritzdecke geschlossen bleiben, sodass bei Wellengang nicht ständig neues Wasser ins Kajak kommt. Ideal, jedoch fehleranfälliger sind batteriegetriebene Pumpen.
Das Doppelpaddel kann mit einer Paddelsicherungsleine am Kajak befestigt sein, um dieses bei Verlust oder bei einer Kenterung schnell und problemlos wieder ergreifen zu können. Andererseits birgt eine Sicherungsleine die Gefahr sich bei einer Kenterung darin zu verfangen. Unabhängig von der Benutzung einer Paddelsicherungsleine ist das Mitführen eines Ersatzpaddels empfohlen.
Um sich am Kajak nach einer Kenterung mit Aussteigen festzuhalten, sind Rundumleinen auf dem Bootsdeck befestigt. Häufig ist zumindest das Unterschiff in leicht erkennbaren Farben gestaltet. Weiße Farbe ist aufgrund der Verwechselung mit Schaumkronen der Wellen weniger geeignet als Gelb und Orange. Anstatt von Tragegriffen in Schlaufenform werden Trageknebel (Toggel) verwendet. Diese verhindern, dass ein durch das Meer bewegtes Kajak die Hand verdreht.
Ein aufblasbares Paddelfloat, auf das Paddelblatt gezogen, ermöglicht nach einer Kenterung das sich wieder Aufrichten mit dem Boot. Die üblicherweise gebräuchlichen Westen (siehe Rettungsweste) werden als „Schwimmhilfe“ bezeichnet, da sie den Kopf nicht über Wasser halten und somit nicht ohnmachtssicher sind. Es gibt spezielle ohnmachtssichere Westen aus festem Material oder solche, die sich aufblasen lassen.
Eine Signallampe und eine Trillerpfeife ermöglichen, sich im Falle eines Problems bemerkbar zu machen (siehe Seenotsignal).

## Ausrüstung
Die für ein Seekajak verwendeten Doppelpaddel sind meist für die längere Strecke mit einer schmaleren und geringeren Paddelfläche ausgelegt. Die Paddelblätter können zueinander bis zu 90° verdreht eingestellt sein. Eine Ausnahme ist das Grönlandpaddel. Dessen Blätter sind sehr schmal, in der Regel aus Holz, die Blätter können nicht zueinander verdreht werden. Zur Grundausrüstung gehört eine wasserdichte Paddeljacke, die sich an den Handgelenken verschließen lässt. Für extremere Wetterverhältnisse ist ein Neoprenanzug oder ein Trockenanzug notwendig. Um bei Wellengang nicht ständig Wasser in die Sitzluke zu bekommen, zieht der Paddler eine Spritzdecke unter seine Paddeljacke. Sie wird über den Süllrand der Sitzluke gezogen, sodass das Boot somit komplett geschlossen ist. Bei Gefahr muss sie sich sekundenschnell mit Hilfe der Schlaufe vom Boot lösen lassen.
Zur Navigation befindet sich ein festinstallierter Kompass in Sichtweite. Ebenso gibt es eine Vorrichtung zur Befestigung von Kartenmaterial auf dem Deck vor dem Paddler. Ein Bootswagen sollte auf Touren stets zur Ausrüstung eines Kajaks gehören.

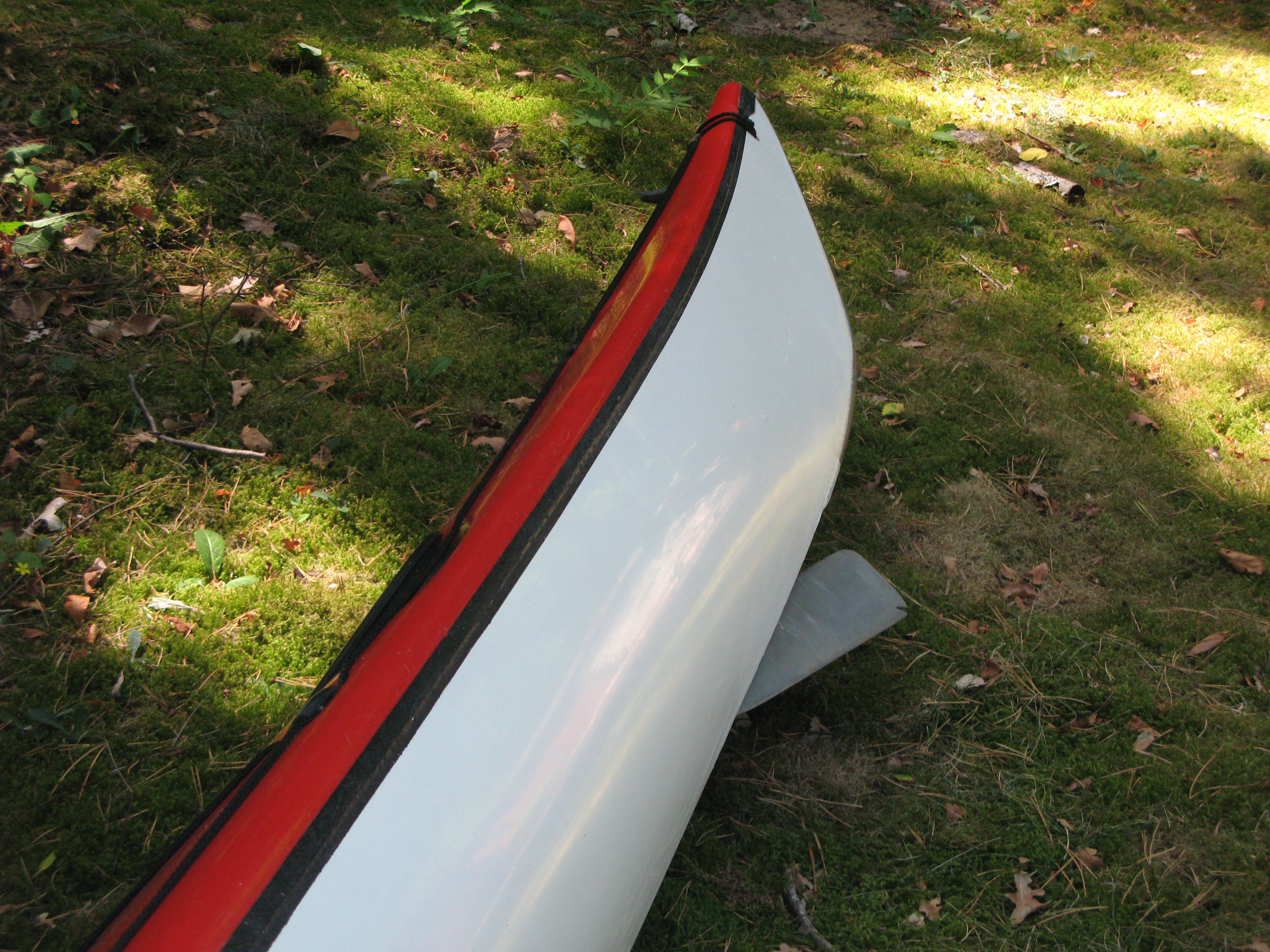
Seekajak (Detail) mit ganz ausgefahrenem Skeg am Heck
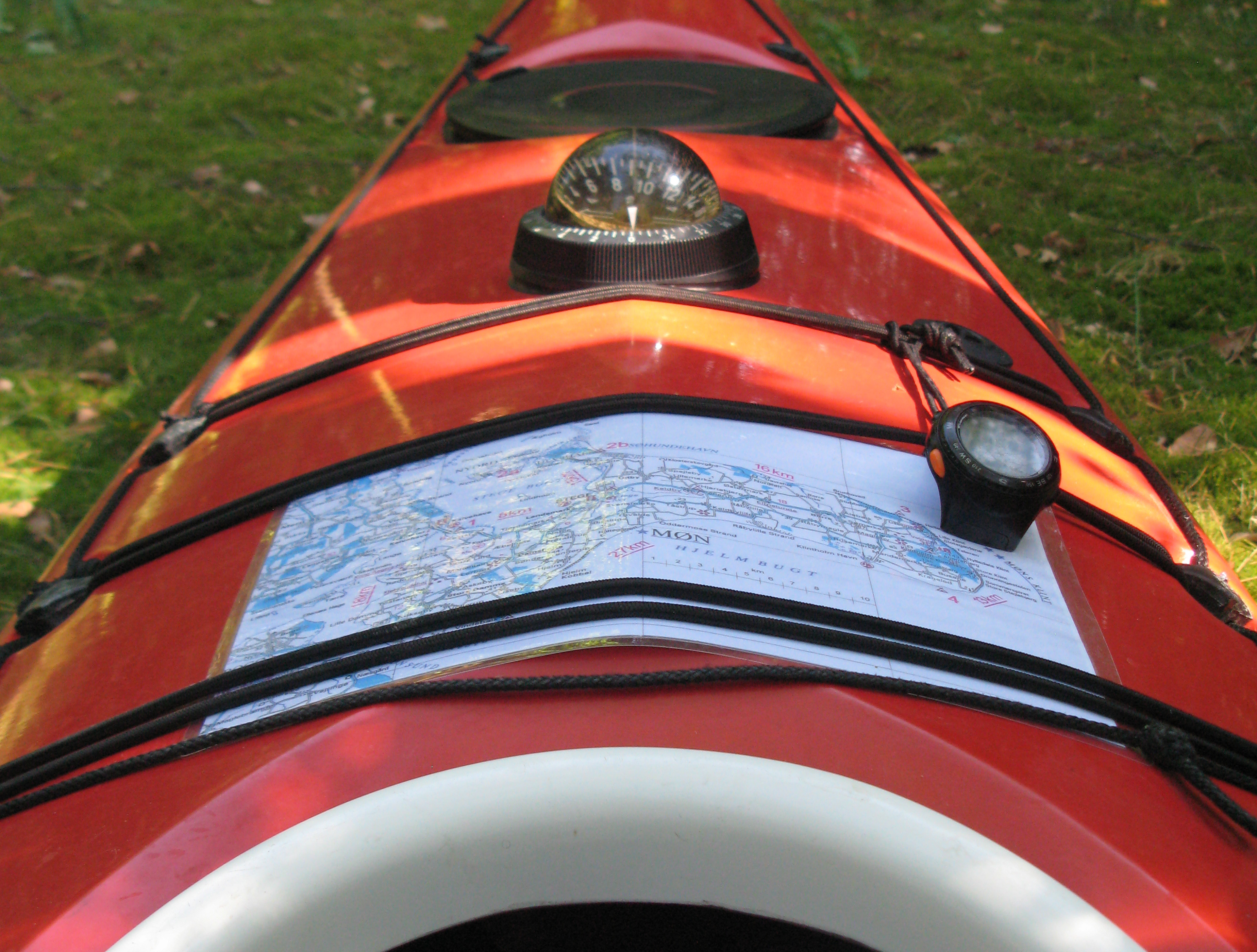
Das Kartenmaterial wird mit Gummizügen auf dem Deck befestigt, dahinter ein fest eingebauter Kompass
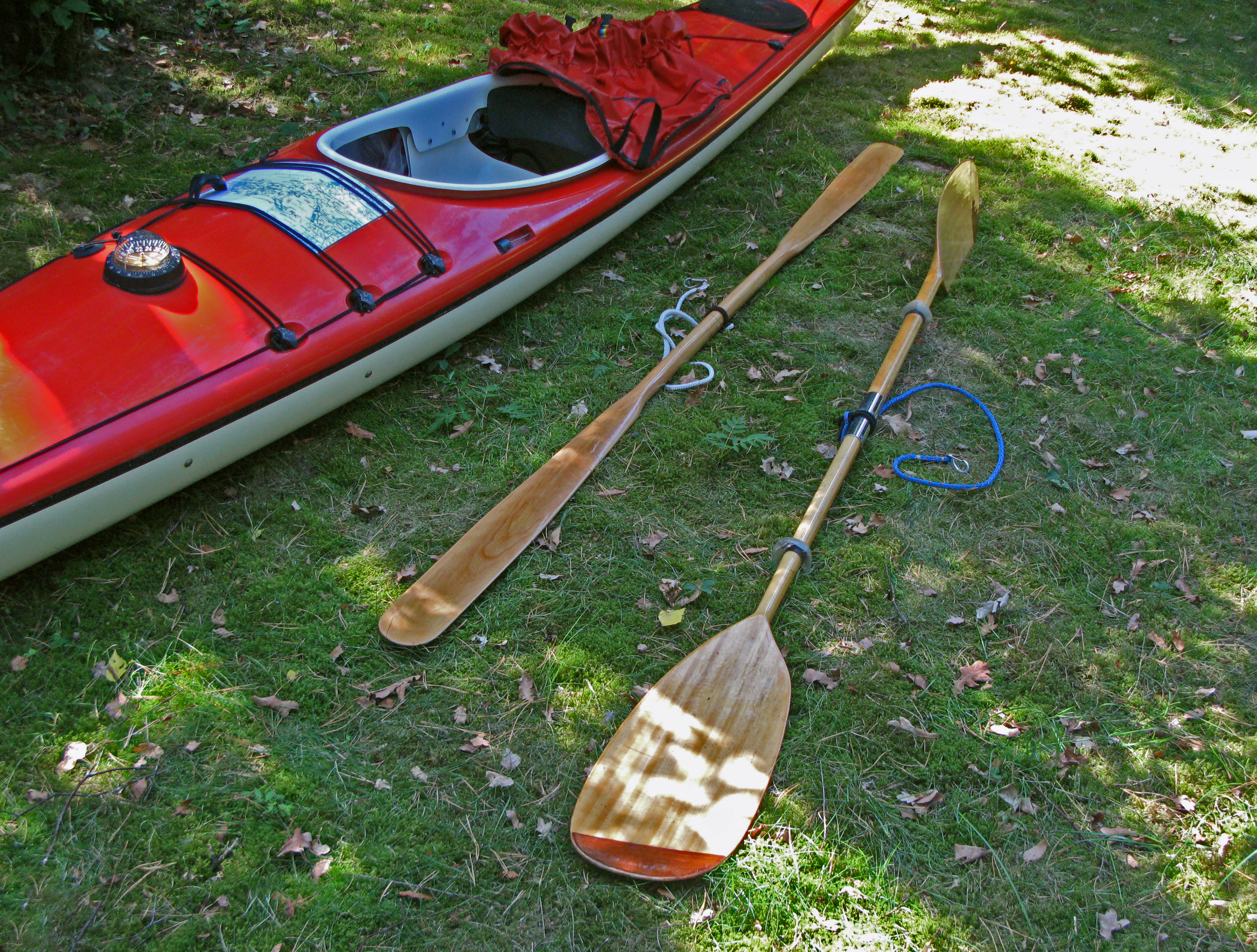
Ein Grönlandpaddel und ein Kajak-Wanderpaddel mit Teilung und Paddelsicherungsleinen
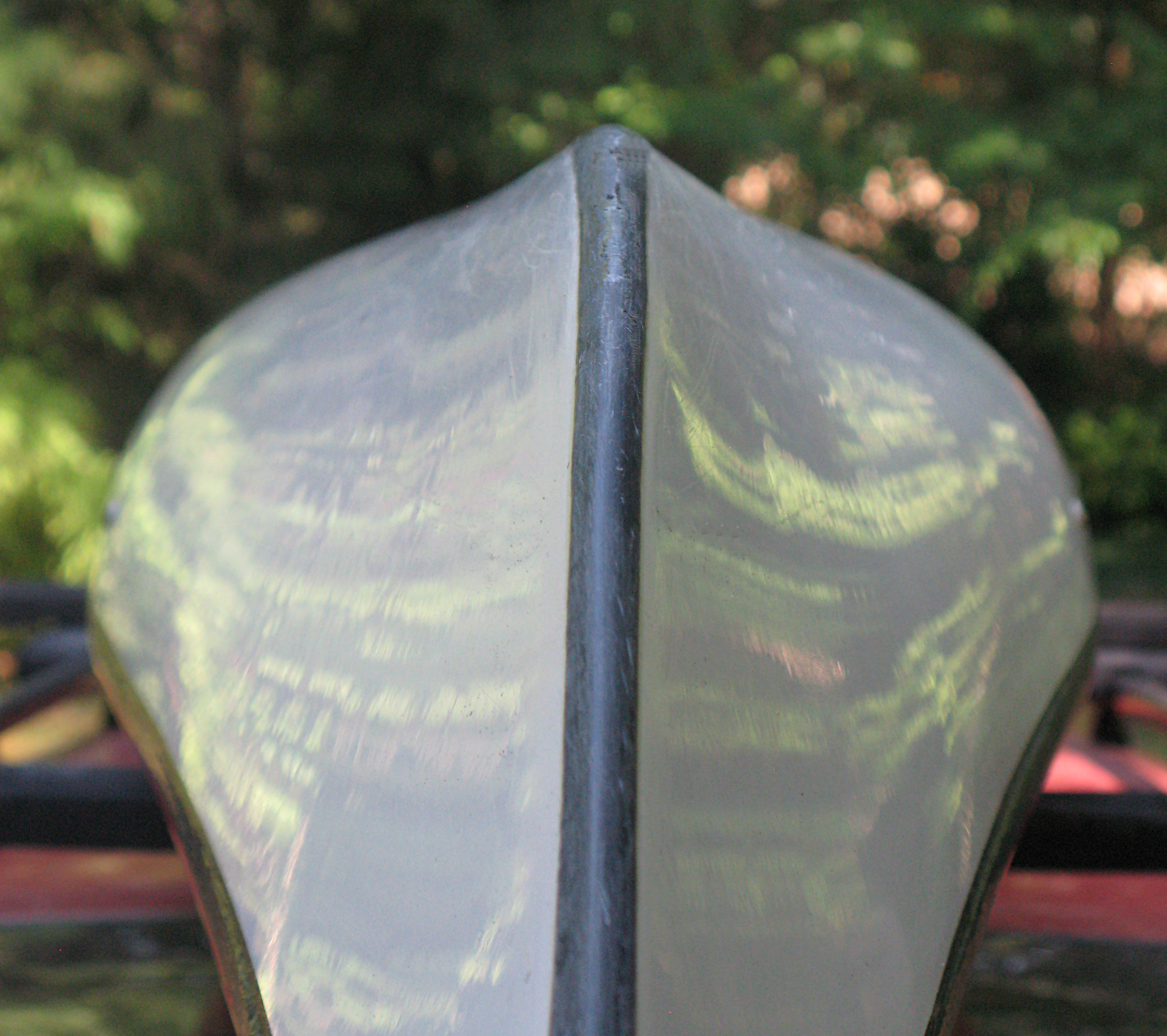
Die Form des Bootsrumpfes beeinflusst die Anfangs- sowie die Endstabilität
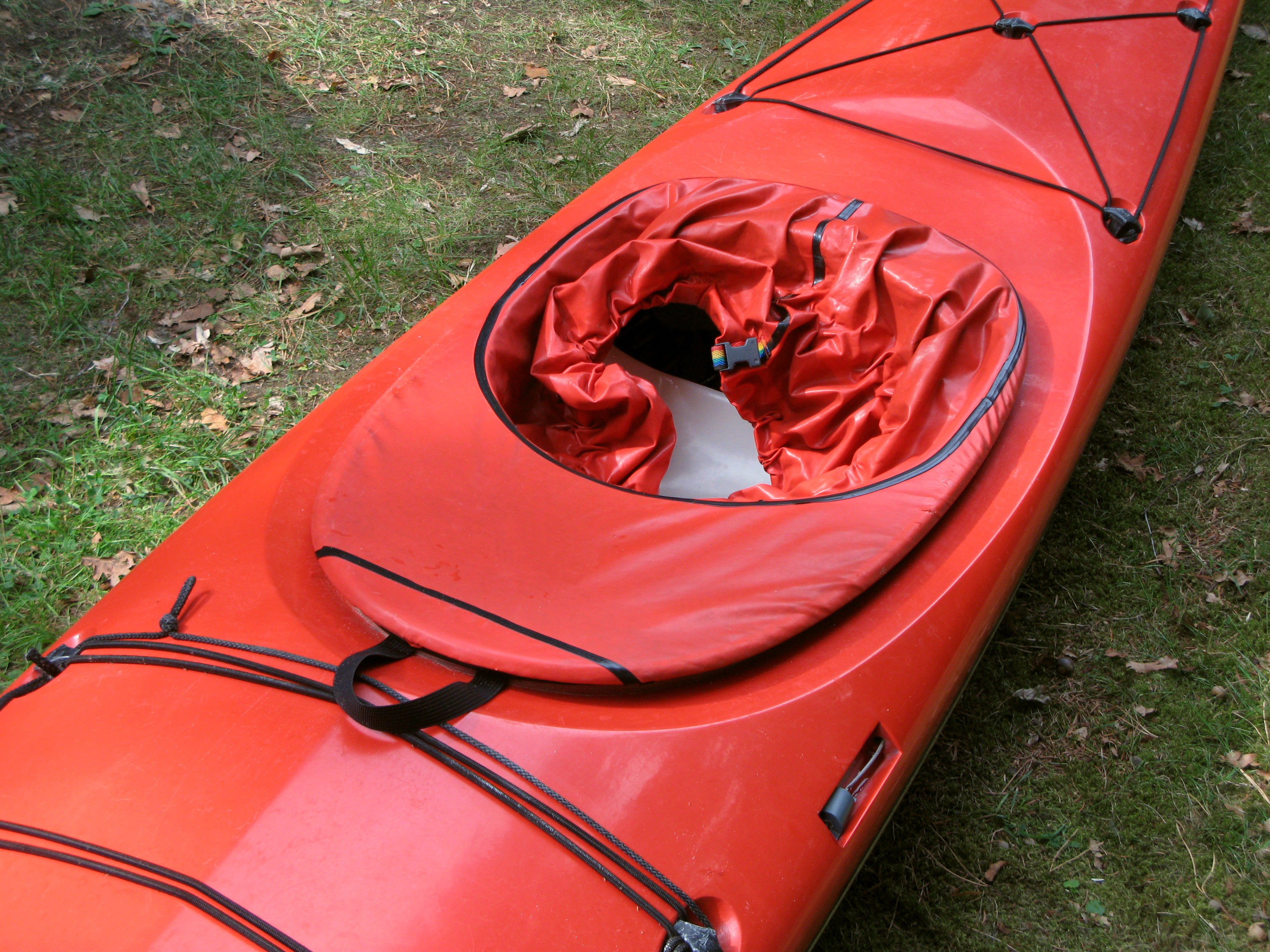
Eine Spritzdecke hält das Wasser fast vollständig aus dem Kajak.